# Захаровце
Захаровце (слч. Zacharovce) насељено је мјесто са административним статусом сеоске општине (слч. obec) у округу Римавска Собота, у Банскобистричком крају, Словачка Република.

## Становништво
| Година:    | 1994. | 2004.   | 2014.   | 2024.   |
| ---------- | ----- | ------- | ------- | ------- |
| Број људи: | 371   | 403     | 401     | 382     |
| Разлика:   |       | +8,62 % | -0,49 % | -4,73 % |

| Година:    | 2023. | 2024.   |
| ---------- | ----- | ------- |
| Број људи: | 386   | 382     |
| Разлика:   |       | -1,03 % |

Према подацима о броју становника из 2011. године насеље је имало 419 становника.